# Óscar López Uriarte
Óscar López Uriarte (Amurrio, 24 februari 1970) is een Spaans voormalig beroepswielrenner. Hij reed voor onder meer Banesto en Euskadi.

## Belangrijkste overwinningen
1993
- Eindklassement Ronde van Navarra

## Resultaten in voornaamste wedstrijden
| Jaar | Ronde van Italië | Ronde van Frankrijk | Ronde van Spanje |
| ---- | ---------------- | ------------------- | ---------------- |
| 1994 |                  |                     |                  |
| 1995 | 51e              |                     |                  |
| 1996 |                  |                     | 70e              |
| 1997 |                  |                     | 50e              |
| 1999 |                  |                     | 40e              |

| Jaar | Milaan-San Remo |
| ---- | --------------- |
| 1994 |                 |
| 1995 | 87e             |
| 1996 |                 |
| 1997 |                 |
| 1999 |                 |